# Johann Gottlieb Müller
Johann Gottlieb Müller (* 1727 in Hildesheim; † nach 1799) war ein deutscher Orgelbauer.

## Leben
Müller war der Sohn des Orgelbauers Johann Georg Müller und Bruder von Johann Conrad Müller (1704–1789). Von 1745 bis 1750 arbeitete er in Holland. Danach lebte er in Paderborn und Osnabrück. Später trug er die Titel Cölnischer Hoforgelbaumeister und Fürstbischöflicher Hoforgelbauer. Eines seiner am besten erhaltenen Instrumente ist die Orgel in der Pfarrkirche St. Gervasius und St. Protasius in Altenrüthen. In Westfalen baute er von 1768 bis 1799 etliche bedeutende Instrumente.

## Weitere von Müller gebaute Orgeln
- St. Clemens Hellinghausen